# Гришманы (Островский район)
Гришманы — деревня в Островском районе Псковской области. Входит в состав Островской волости.
Расположена у правого берега реки Великая, в 26 км к югу от центра города Остров.
| 2001 | 2002 | 2010 | 2013 |
| ---- | ---- | ---- | ---- |
| 5    | ↗6   | ↘2   | →2   |

## История
Деревня до апреля 2015 года входила в состав ныне упразднённой Городищенской волости района.